# Кобзарь, Игорь Андреевич
Игорь Андреевич Кобзарь (род. 13 апреля 1991, Бишкек) — российский волейболист, связующий клуба «Локомотив» (Новосибирск) и сборной России, участник Олимпийских игр 2016 года. Заслуженный мастер спорта России (2021). Серебряный призер Олимпийских Игр 2020 года в Токио. 
Родился в спортивной семье. Отец, Андрей Владиславович Кобзарь, также играл в волейбол на позиции диагонального. Мать, Алла Эрнстовна Кобзарь, работает детским тренером по волейболу. Есть жена Анна (в браке с 2011 года), дочери Алёна (4 августа 2014 гр), Дарья (24 мая 2016 гр) . 

## Достижения
- 2009 — бронзовый призёр чемпионата Европы среди юниоров
- 2012 — лучший игрок Кубка Молодежной лиги
- 2013 — чемпион России
- 2014 — чемпион России, обладатель Кубка России
- 2015 — чемпион России, обладатель Суперкубка России, победитель Лиги чемпионов, серебряный призёр Клубного чемпионата мира, бронзовый призёр Европейских игр
- 2016 — чемпион России, победитель Лиги чемпионов, полуфиналист Олимпийских игр
- 2017 — чемпион России, победитель Лиги чемпионов
- 2018 — обладатель Кубка Сибири и Дальнего Востока, победитель Лиги наций
- 2019 — чемпион России, обладатель Суперкубка России, победитель Лиги наций
- 2020 — бронзовый призёр чемпионата России
- 2021 — серебряный призёр Олимпийских игр в Токио
- 2025 – обладатель Кубка России

## Награды
- Медаль ордена «За заслуги перед Отечеством» I степени (11 августа 2021 года) — за большой вклад в развитие отечественного спорта, высокие спортивные достижения, волю к победе, стойкость и целеустремленность, проявленные на Играх XXXII Олимпиады 2020 года в городе Токио (Япония)[2].